# Peromyscus dickeyi
Peromyscus dickeyi är en däggdjursart som beskrevs av William Henry Burt 1932. Peromyscus dickeyi ingår i släktet hjortråttor och familjen hamsterartade gnagare. IUCN kategoriserar arten globalt som akut hotad. Inga underarter finns listade i Catalogue of Life.
Arten är bara känd från Isla Tortuga som ligger öster om halvön Baja California (Mexiko). Landskapet på ön är en halvöken med glest fördelade buskar.
En individ var med svans 19 cm lång och svanslängden var 9 cm. Den hade 2,2 cm långa bakfötter och 2,0 cm långa öron. Andra exemplar vägde mellan 15 och 20 g. På ovansidan förekommer mörkbrun päls med rosa och kanelfärgade nyanser. Peromyscus dickeyi har en mörk längsgående strimma på ryggens topp. På undersidan är pälsen vit men en rosa fläck kan förekomma på bröstet. Direkt efter pälsbytet sträcker sig denna fläck hos flera individer över nästan hela undersidan. Denna hjortråtta har mörka öron och bakfötternas sulor är nakna. Ungdjurens första päls är grå. I varje käkhalva förekommer en framtand, ingen hörntand, ingen premolar och tre molarer, alltså 16 tänder i hela tanduppsättningen.
Fortplantningen dokumenterades under sommaren och under tidiga hösten. Kanske kan honor para sig under hela året. Antagligen faller några exemplar offer för skallerormen Crotalus atrox och för ormen Lampropeltis getula. Å andra sida kan dessa ormar vara orsaken att inga främmande djur som råttor eller tamkatter etablerade sig på ön.